# Liste der Naturdenkmale in Jüterbog

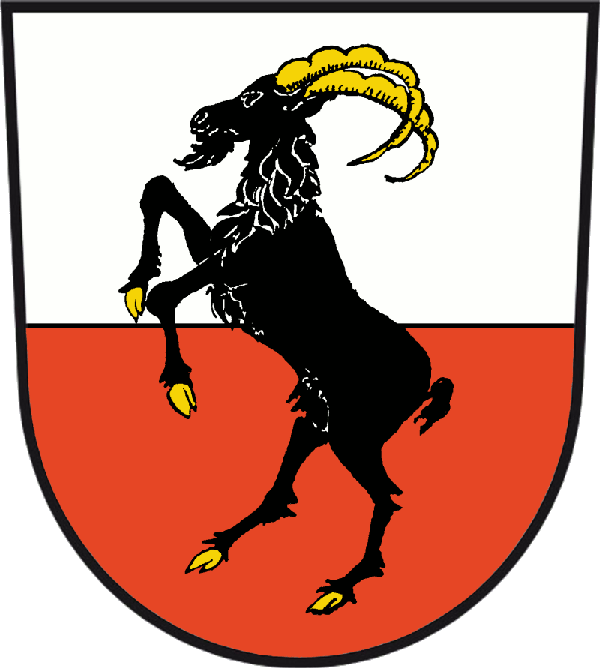
Wappen von Jüterbog

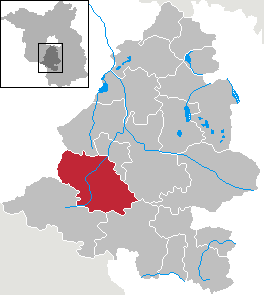
Lage von Jüterbog

Die Liste der Naturdenkmale in Jüterbog enthält die Naturdenkmale der brandenburgischen Stadt Jüterbog und ihrer Ortsteile, welche durch Rechtsverordnung geschützt sind. Naturdenkmäler sind Einzelschöpfungen der Natur, deren Erhaltung wegen ihres beeindruckenden Aussehen, ihrer Seltenheit, ihren Alter oder ihrer Eigenart sowie ihrer ökologischen, wissenschaftlichen, geschichtlichen, volks- oder heimatkundlichen Bedeutung im öffentlichen Interesse liegt oder den Landschaftsraum prägen. Grundlage sind die Veröffentlichungen des Landkreises Teltow-Fläming, wo durch die entsprechenden staatlichen Behörden per Rechtsverordnung oder Gesetz die Naturdenkmale festgesetzt wurden. Dabei wird durch die Festsetzung in 4 verschiedene Kategorien unterschieden:
- Bäume – „Bäume, Baumreihen, Baumgruppen, Alleen, Relikte natürlicher Wälder“[3]
- Findlinge[4]
- Naturdenkmal nass – „Hohlformen, Quellen/Salzaustritte, Moore, Moorseen, Feuchtwiesen, natürliche Bachläufe“[5]
- Naturdenkmal trocken – „Erosionsrinnen, Trockentäler, Dünen, Trockenhänge, Heiden, Erdfälle, Trockenrasen“[6]

## Legende
In den Spalten befinden sich folgende Informationen:
- Nr.: Identifizierungsnummer nach veröffentlichter Liste. Sie wird von der unteren Naturschutzbehörde des Landkreises oder der kreisfreien Stadt vergeben. Wenn sie bekannt ist, wird sie angegeben. In dieser Spalte kann sich zusätzlich das Wort Wikidata befinden, der entsprechende Link führt zu Angaben zu diesem Naturdenkmal bei Wikidata.
- Bezeichnung: Benennung des Naturdenkmals, in der Regel wird bei Bäume die Baumart genannt. Bekannte Eigennamen werden mit angegeben.
- Gemarkung: Ort oder Gemarkung, in der sich das Naturdenkmal befindet
- Lage: Nennt die Lage des Naturdenkmals im jeweiligen Ortsteil und die geografischen Koordinaten des Naturdenkmals. Link zu einem Kartenansichtstool, um Koordinaten zu setzen. In der Kartenansicht sind Naturdenkmale ohne Koordinaten mit einem roten beziehungsweise orangen Marker dargestellt und können in der Karte gesetzt werden. Denkmale ohne Bild sind mit einem blauen bzw. roten Marker gekennzeichnet, Denkmale mit Bild mit einem grünen beziehungsweise orangen Marker.
- Beschreibung: die Beschreibung des Naturdenkmales
- Schutzzweck: Erläutert den Grund der Unterschutzstellung
- Bild: Zeigt ein Bild des Naturdenkmales und gegebenenfalls ein Link zu weiteren Fotos im Medienarchiv Wikimedia Commons

## Grüna

### Naturdenkmale Nass
| Bild | Bezeichnung                | Lage                                                                           | Beschreibung | Schutzzweck                | Nummer                                 |
| ---- | -------------------------- | ------------------------------------------------------------------------------ | ------------ | -------------------------- | -------------------------------------- |
| BW   | Röthe, Rehpfuhl (Hohlform) | Grüna, 2,0 km NNO Kirche; Flur 2, Flurstück 8 (52° 2′ 53,7″ N, 13° 5′ 40,7″ O) |              | naturgeschichtliche Gründe | Blattnummer: 77, Registernummer: N0041 |

## Jüterbog

### Bäume
| Bild                                    | Bezeichnung                                   | Lage | Beschreibung | Schutzzweck                                                                              | Nummer                                  |
| --------------------------------------- | --------------------------------------------- | --- | ------------ | ---------------------------------------------------------------------------------------- | --------------------------------------- |
| BW                                      | Schnurbaum (Sophora japonica) (Baum)          | Jüterbog, auf Grundstück Oberhaag; Flur 18, Flurstück 43 (51° 59′ 30,6″ N, 13° 5′ 18,5″ O)                                                                |              | Wissenschaftliche Bedeutung (Dendrologie)                                                | Blattnummer: 293, Registernummer: B0280 |
| BW                                      | Linde (Tilia spec.) (Baum)                    | Jüterbog, Am Planeberg 9, Abtshof (Hof des Seniorenheims); Flur 1, Flurstück 166/4 (51° 59′ 33,3″ N, 13° 5′ 4,2″ O)                                       |              | Eigenart (Alter, Größe)                                                                  | Blattnummer: 291, Registernummer: B0281 |
| BW                                      | Linde (Tilia spec.) (Baum)                    | Jüterbog, Weinberge, am Abzweig Neuheim; Flur 11, Flurstück 62 (51° 59′ 58,6″ N, 13° 4′ 56,3″ O)                                                          |              | Eigenart (Alter, Größe)                                                                  | Blattnummer: 286, Registernummer: B0286 |
| Direkt Bild zu diesem Denkmal hochladen | Linde (Baum)                                  | Jüterbog, Hof der Nikolaikirche, Nordseite; Flur 1, Flurstück 540 (hist. 97) ()                                                                           | ehemalig     | Eigenart (Alter), Schönheit (Ortsbild)                                                   | Blattnummer: 340, Registernummer: B0296 |
| Weitere Bilder Fotos hochladen          | Luthereiche Stieleiche (Quercus robur) (Baum) | Jüterbog, Heiliggeistplatz, am Dammtor (Schneidewein-Denkmal); Flur 1, Flurstück 595 (51° 59′ 23,9″ N, 13° 4′ 33,6″ O)                                    |              | Eigenart (Alter, Größe), Schönheit (Ortsbild), landeskundliche Bedeutung                 | Blattnummer: 285, Registernummer: B0337 |
| BW                                      | Silberweide (Salix alba) (Baum)               | Jüterbog, N am Karpfenteich; Flur 38, Flurstück 8/4, 25, 26, 35 (51° 59′ 43,2″ N, 13° 4′ 14,2″ O)                                                         |              | Eigenart (Alter, Größe)                                                                  | Blattnummer: 284, Registernummer: B0339 |
| Direkt Bild zu diesem Denkmal hochladen | Weide (Baum)                                  | Jüterbog, am Wasserwerk; Flur 39, Flurstück 314/2 (Hf) ()                                                                                                 | ehemalig     | Eigenart (Alter, Größe)                                                                  | Blattnummer: 334, Registernummer: B0340 |
| Direkt Bild zu diesem Denkmal hochladen | Blutbuche (Baum)                              | Jüterbog, Schillerstraße; Flur 4, Flurstück 110 () | ehemalig     | Eigenart (Alter, Größe), Schönheit (Ortsbild), Wissenschaftliche Bedeutung (Dendrologie) | Blattnummer: 333, Registernummer: B0341 |
| Direkt Bild zu diesem Denkmal hochladen | Kiefer (Baum)                                 | Felgentreu, Felgentreu, 2,4 km SSO Ortsrand, 1,0 km SO ehem. Friedhof Mehlsdorf, Weg Pechüle-Neuheim; Flur 46, Flurstück 27 (hist. 11), (31, hist. 13) () | ehemalig     | Eigenart (Alter, Größe, Ausbildungsform)                                                 | Blattnummer: 330, Registernummer: B0342 |
| BW                                      | Flatterulme (Ulmus laevis) (Baum)             | Felgentreu, Felgentreu, 1,7 km S Ortsrand, ehem. Ortslage Mehlsdorf; Flur 47, Flurstück 42 (hist. 35) (52° 4′ 26,4″ N, 13° 1′ 23,6″ O)                    |              | Eigenart (Alter, besondere Größe), bedroht, landeskundliche Gründe                       | Blattnummer: 290, Registernummer: B0343 |
| BW                                      | Linde (Tilia spec.) (Baum)                    | Jüterbog, Felgentreu, 1,7 km S Ortsrand, ehem. Ortslage Mehlsdorf; Flur 47, Flurstück 42 (hist. 35) (52° 4′ 29,2″ N, 13° 1′ 24,3″ O)                      |              | Eigenart (Alter, Größe), landeskundliche Bedeutung                                       | Blattnummer: 288, Registernummer: B0344 |
| BW                                      | Ulme (Ulmus spec.) (Baum)                     | Felgentreu, Felgentreu, 1,8 km S Ortsrand, ehem. Ortslage Mehlsdorf; Flur 47, Flurstück 42 (hist. 35) (52° 4′ 27,6″ N, 13° 1′ 26,5″ O)                    |              | Eigenart (Alter, Größe), Seltenheit, landeskundliche Bedeutung                           | Blattnummer: 287, Registernummer: B0345 |
| BW                                      | Rosskastanie (Aesculus hippocastanum) (Baum)  | Felgentreu, Felgentreu, 1,8 km S Ortsrand, ehem. Ortslage Mehlsdorf; Flur 47, Flurstück 42 (hist. 35) (52° 4′ 29,2″ N, 13° 1′ 25,6″ O)                    |              | Eigenart (Alter, Größe), landeskundliche Bedeutung                                       | Blattnummer: 295, Registernummer: B0346 |

### Findlinge
| Bild | Bezeichnung | Lage | Beschreibung | Schutzzweck                | Nummer                                 |
| ---- | ----------- | --- | ------------ | -------------------------- | -------------------------------------- |
| BW   | Findling    | Jüterbog, im Bereich des ehem. Landratsamtes (Kloster); Flur 2, Flurstück 314 (51° 59′ 27,2″ N, 13° 4′ 24,2″ O) |              | naturgeschichtliche Gründe | Blattnummer: 29, Registernummer: F0602 |

### Naturdenkmale Nass
| Bild | Bezeichnung             | Lage | Beschreibung | Schutzzweck                                                | Nummer                                 |
| ---- | ----------------------- | --- | ------------ | ---------------------------------------------------------- | -------------------------------------- |
| BW   | Kappan (Quellgebiet)    | Jüterbog, 2,8 km W Nikolaikirche, W Bahnlinie; Flur 34, Flurstück 87/1, 88–96, 96/3, 97, 100, 101/2, 103–108, 213, 214 (51° 59′ 34,4″ N, 13° 2′ 31,9″ O) |              | Erdgeschichtliche Bedeutung, naturgeschichtliche Bedeutung | Blattnummer: 79, Registernummer: N0089 |
| BW   | Kappan, N (Quellgebiet) | Jüterbog, 2,8 km WNW Nikolaikirche, N Str. nach Treuenbrietzen; Flur 34, Flurstück 149/1, 149/2, 150 (51° 59′ 44,8″ N, 13° 2′ 40,4″ O)                   |              | Erdgeschichtliche Bedeutung, naturgeschichtliche Bedeutung | Blattnummer: 78, Registernummer: N0354 |

## Kloster Zinna

### Bäume
| Bild                                    | Bezeichnung                                     | Lage | Beschreibung | Schutzzweck                                                              | Nummer                                  |
| --------------------------------------- | ----------------------------------------------- | --- | ------------ | ------------------------------------------------------------------------ | --------------------------------------- |
| BW                                      | Flatterulme (Ulmus laevis) (Baum)               | Kloster Zinna, 3,7 km NNO Ortszentrum, Lüsterdieck, Schwarzer Weg, S Nuthebrücke; Flur 6, Flurstück 22 (52° 3′ 9,9″ N, 13° 7′ 37,1″ O)          |              | Eigenart (Alter, Größe), Seltenheit, naturgeschichtliche Bedeutung       | Blattnummer: 302, Registernummer: B0282 |
| BW                                      | Stieleiche (Quercus robur) (Baum)               | Kloster Zinna, 3,9 km NNO Ortszentrum, Lüsterdieck, Schwarzer Weg, 0,15 km N Nuthebrücke; Flur 6, Flurstück 22 (52° 3′ 12,3″ N, 13° 7′ 40,4″ O) |              | Eigenart (Alter, Größe), naturgeschichtliche Bedeutung                   | Blattnummer: 301, Registernummer: B0283 |
| BW                                      | Stieleiche (Quercus robur) (Baum)               | Kloster Zinna, 3,8 km NNO Ortszentrum, Lüsterdieck, Schwarzer Weg, 0,1 km N Nuthebrücke; Flur 6, Flurstück 22 (52° 3′ 13,5″ N, 13° 7′ 41,2″ O)  |              | Eigenart (Alter, Größe), naturgeschichtliche Bedeutung                   | Blattnummer: 300, Registernummer: B0284 |
| Direkt Bild zu diesem Denkmal hochladen | Baumreihe (Baumreihe)                           | Kloster Zinna, vor Klosterkirche; Flur 1, Flurstück 264 ()                                                                                      | ehemalig     | Eigenart (Alter, Größe), Schönheit (Ortsbild), landeskundliche Bedeutung | Blattnummer: 327, Registernummer: B0347 |
| Weitere Bilder Fotos hochladen          | Friedenseiche Stieleiche (Quercus robur) (Baum) | Kloster Zinna, Ortsmitte; Flur 1, Flurstück 88, (40/4) (52° 1′ 20,7″ N, 13° 6′ 15,7″ O)                                                         |              | Eigenart (Alter, Größe), Schönheit (Ortsbild), landeskundliche Bedeutung | Blattnummer: 298, Registernummer: B0388 |
| Weitere Bilder Fotos hochladen          | Heiden-Linde (Tilia spec) (Baum)                | Kloster Zinna, S Str nach Grüna, an der alten Nuthebrücke; Flur 1, Flurstück 240, 625 (hist. 263/5) (52° 1′ 29,9″ N, 13° 6′ 3,4″ O)             |              | Eigenart (Alter, Größe), Schönheit (Ortsbild), landeskundliche Bedeutung | Blattnummer: 299, Registernummer: B0389 |
| Direkt Bild zu diesem Denkmal hochladen | Kloster-Linde (Baum)                            | Kloster Zinna, S Straße nach Grüna, an der ehem. Mühle; Flur 1, Flurstück 240 ()                                                                | ehemalig     | Eigenart (Alter, Größe), Schönheit (Ortsbild), landeskundliche Bedeutung | Blattnummer: 345, Registernummer: B0390 |

## Markendorf

### Bäume
| Bild                                    | Bezeichnung                       | Lage | Beschreibung | Schutzzweck                                                              | Nummer                                  |
| --------------------------------------- | --------------------------------- | --- | ------------ | ------------------------------------------------------------------------ | --------------------------------------- |
| BW                                      | Stieleiche (Quercus robur) (Baum) | Markendorf, O Gutsgebäude; Flur 2, Flurstück 390 (51° 59′ 16,1″ N, 13° 10′ 18,6″ O)                                         |              | Eigenart (Alter, Größe)                                                  | Blattnummer: 304, Registernummer: B0271 |
| BW                                      | Stieleiche (Quercus robur) (Baum) | Markendorf, O Gutsgebäude; Flur 2, Flurstück 390 (51° 59′ 15,7″ N, 13° 10′ 19,3″ O)                                         |              | Eigenart (Alter, Größe)                                                  | Blattnummer: 305, Registernummer: B0272 |
| BW                                      | Stieleiche (Quercus robur) (Baum) | Markendorf, O Gutsgebäude; Flur 2, Flurstück 390 (51° 59′ 13,5″ N, 13° 10′ 21,6″ O)                                         |              | Eigenart (Alter, Größe)                                                  | Blattnummer: 303, Registernummer: B0273 |
| Direkt Bild zu diesem Denkmal hochladen | Eiche (Baum)                      | Markendorf, Straße nach Fröhden, Abzweig Neue Siedlung; Flur 9, Flurstück 71 ()                                             | ehemalig     | Ausbildungsform, Schönheit (Ortsbild)                                    | Blattnummer: 326, Registernummer: B0291 |
| BW                                      | Feldulme (Ulmus minor) (Baum)     | Markendorf, 0,25 km NO Kirche, freies Feld unmittelbar N der B115; Flur 2, Flurstück 40/2 (51° 59′ 8,7″ N, 13° 10′ 27,3″ O) |              | Schönheit (Landschaftsbild), Seltenheit                                  | Blattnummer: 306, Registernummer: B0292 |
| Direkt Bild zu diesem Denkmal hochladen | Eiche (Baum)                      | Markendorf, 0,4 km ONO Kirche, Str. zur Siedlung, an der ehemaligen Kleinbahntrasse; Flur 2, Flurstück 93, 92 ()            | ehemalig     | Eigenart (Alter, Größe), Schönheit (Ortsbild)                            | Blattnummer: 338, Registernummer: B0293 |
| Direkt Bild zu diesem Denkmal hochladen | Ulme (Baum)                       | Markendorf, 1,4 km OSO Kirche, auf freier Feldmark, 0,7 km S Str. nach Charlottenfelde; Flur 9, Flurstück 122,121, 221 ()   | ehemalig     | Eigenart (Alter, Größe), Schönheit (Landschaftsbild), Seltenheit         | Blattnummer: 339, Registernummer: B0295 |
| BW                                      | Ulme (Baum)                       | Markendorf, 0,2 km SO Kirche, südl. Ende der Dorfaue; Flur 8, Flurstück 41/6, 130 (51° 58′ 59,9″ N, 13° 10′ 22,7″ O)        | ehemalig     | Schönheit (Ortsbild), Seltenheit                                         | Blattnummer: 310, Registernummer: B0392 |
| Direkt Bild zu diesem Denkmal hochladen | Ulme (Baum)                       | Markendorf, vor Pfarrhaus; Flur 8, Flurstück 130 (hist. 41/5) ()                                                            | ehemalig     | Eigenart (Alter), Schönheit (Ortsbild), Seltenheit                       | Blattnummer: 352, Registernummer: B0394 |
| Fotos hochladen                         | Friedenseiche (Baum)              | Markendorf, am Denkmal; Flur 8, Flurstück 130 (hist. 41/5) ()                                                               | ehemalig     | Eigenart (Alter, Größe), Schönheit (Ortsbild), landeskundliche Bedeutung | Blattnummer: 332, Registernummer: B0395 |
| Direkt Bild zu diesem Denkmal hochladen | Ulme (Baum)                       | Markendorf, 0,1 km N Kirche am Weg zum Gut; Flur 8, Flurstück 130 (hist. 41/5) ()                                           | ehemalig     | Eigenart (Alter, Größe), Schönheit (Ortsbild), Seltenheit                | Blattnummer: 351, Registernummer: B0396 |
| Direkt Bild zu diesem Denkmal hochladen | Ulme (Baum)                       | Markendorf, 0,2 km SO Kirche; Flur 8, Flurstück 130 (hist. 41/5) ()                                                         | ehemalig     | Eigenart (Alter, Größe), Schönheit (Ortsbild), Seltenheit                | Blattnummer: 350, Registernummer: B0397 |
| Direkt Bild zu diesem Denkmal hochladen | Friedenseiche (Baum)              | Markendorf, Fröhden, am Kriegerdenkmal; Flur 9, Flurstück 301 (hist. 38/6) ()                                               | ehemalig     | Eigenart (Alter, Größe)                                                  | Blattnummer: 349, Registernummer: B0398 |

### Naturdenkmale Nass
| Bild | Bezeichnung          | Lage                                                                                    | Beschreibung | Schutzzweck                | Nummer                                 |
| ---- | -------------------- | --------------------------------------------------------------------------------------- | ------------ | -------------------------- | -------------------------------------- |
| BW   | Amorteich (Hohlform) | Markendorf, Fröhden 1,2 km W Ort; Flur 12, Flurstück 157 (51° 58′ 20,5″ N, 13° 9′ 6″ O) |              | naturgeschichtliche Gründe | Blattnummer: 80, Registernummer: N0236 |

## Neuheim

### Bäume
| Bild                                    | Bezeichnung          | Lage                                                       | Beschreibung | Schutzzweck                                                              | Nummer                                  |
| --------------------------------------- | -------------------- | ---------------------------------------------------------- | ------------ | ------------------------------------------------------------------------ | --------------------------------------- |
| Direkt Bild zu diesem Denkmal hochladen | Friedenseiche (Baum) | Neuheim, Dorfstraße, vor Kirche; Flur 1, Flurstück 47/1 () | ehemalig     | Eigenart (Alter, Größe), Schönheit (Ortsbild), landeskundliche Bedeutung | Blattnummer: 346, Registernummer: B0276 |

## Neuhof

### Bäume
| Bild                                    | Bezeichnung  | Lage                                                            | Beschreibung | Schutzzweck                                   | Nummer                                  |
| --------------------------------------- | ------------ | --------------------------------------------------------------- | ------------ | --------------------------------------------- | --------------------------------------- |
| Direkt Bild zu diesem Denkmal hochladen | Linde (Baum) | Neuhof, SO an der Kirche; Flur 1, Flurstück 280 (hist. 95/2) () | ehemalig     | Eigenart (Alter, Größe), Schönheit (Ortsbild) | Blattnummer: 347, Registernummer: B0277 |

### Naturdenkmale Nass
| Bild | Bezeichnung         | Lage                                                                                  | Beschreibung | Schutzzweck                | Nummer                                 |
| ---- | ------------------- | ------------------------------------------------------------------------------------- | ------------ | -------------------------- | -------------------------------------- |
| BW   | Erdpfuhl (Hohlform) | Neuhof, 0,8 km W Kirche; Flur 1, Flurstück 205 (52° 2′ 29″ N, 13° 7′ 35,7″ O)         |              | naturgeschichtliche Gründe | Blattnummer: 81, Registernummer: N0095 |
| BW   | Tränke (Hohlform)   | Neuhof, 0,6 km NNW Kirche; Flur 1, Flurstück 243, 244 (52° 2′ 43,3″ N, 13° 8′ 1,1″ O) |              | naturgeschichtliche Gründe | Blattnummer: 82, Registernummer: N0246 |

## Werder

### Bäume
| Bild | Bezeichnung                                     | Lage                                                                                     | Beschreibung | Schutzzweck                                   | Nummer                                  |
| ---- | ----------------------------------------------- | ---------------------------------------------------------------------------------------- | ------------ | --------------------------------------------- | --------------------------------------- |
| BW   | Friedenseiche Stieleiche (Quercus robur) (Baum) | Werder, Dorfanger vor Pfarrhaus; Flur 1, Flurstück 27/1 (52° 0′ 37,4″ N, 13° 7′ 38,2″ O) |              | Eigenart (Alter, Größe), Schönheit (Ortsbild) | Blattnummer: 313, Registernummer: B0278 |